# .mobi
Домейн името mobi (от английски: mobile [ˈmoʊbəl, –bil или особено британски, –baɪl], мобилен) е домейн от първо ниво (TLD) in the Система за имена на домейните (DNS) в Интернет. Името произхожда от прилагателното мобилен или на английски mobile, с което се индикира, че се използва от мобилни устройства за достъп до Интернет чрез мобилен уеб.
Домейнът е одобрен от ICANN на 11 юли 2005, и е управляван от глобалния регистрар mTLD. В началото е финансово подкрепен и спонсориран от Google, Microsoft, Nokia, Samsung, Ericsson, Vodafone, T-Mobile, Telefónica Móviles, Telecom Italia Mobile, Orascom Telecom, GSM Association, Hutchison Whampoa, Syniverse Technologies и Visa, с изпълнителен директор от всяка компания, който служи като член на борда на mTLD
През февруари 2010 Afilias придобива mTLD Top-Level Domain Ltd. (известен за широката публика като „dotMobi“).